# Distrito de Karviná
El distrito de Karviná es uno de los seis distritos que forman la región de Moravia-Silesia, República Checa, con una población estimada a principio del año 2018 de 249 377 habitantes. 
Se encuentra ubicado al este del país, al este de Praga, cerca de la frontera con Eslovaquia y Polonia. Su capital es la ciudad de Karviná.

## Localidades (población año 2018)
- Albrechtice 3873
- Bohumín 20 761
- Český Těšín 24 599
- Chotěbuz 1340
- Dětmarovice 4227
- Dolní Lutyně 5216
- Doubrava 1201
- Havířov 72 382
- Horní Bludovice 2385
- Horní Suchá 4464
- Karviná 53 522
- Orlová 29 108
- Petrovice u Karviné 5410
- Petřvald 7189
- Rychvald 7377
- Stonava 1851
- Těrlicko 4472